# 셔터 아일랜드
《셔터 아일랜드》(영어: Shutter Island)는 2010년 개봉한 미국의 네오누아르 심리 스릴러 영화이다. 하드 보일드 전문 작가 데니스 루헤인의 동명 소설이 원작이다.

## 출연진
- 리어나도 디캐프리오 - 에드워드 “테디” 대니얼스 역 / 앤드루 레이디스 역
- 마크 러펄로 - 척 올 / 레스터 시헌 의사 역
- 벤 킹즐리 - 존 콜리 의사 역
- 막스 폰쉬도브 - 제러마이아 나이어링 의사 역
- 미셸 윌리엄스 - 덜로리스 처날 역
- 에밀리 모티머 - 레이철 설란도 역
- 퍼트리샤 클라크슨 - 레이철 설란도 의사 역
- 재키 얼 헤일리 - 조지 노이스 역
- 테드 러바인 - 관리소장 역
- 존 캐럴 린치 - 부관리소장 맥퍼슨 역
- 조지프 시코라 - 글렌 미가 역
- 엘리어스 커테이어스 - 앤드루 레이디스 역
- 로빈 바틀릿 - 브리짓 컨스 역
- 크리스토퍼 데넘 - 피터 브린 역
- 커티스 쿡 - 트레이 워싱턴 역
- 루비 제린스 - 어린 소녀 역
- 매슈 콜스 - 연락선 선장 역
- 질 라슨 - 수갑이 채워진 여자 역
- 켄 치즈먼 - 의사 역

## 기타 제작진
- 미술: 단테 페레티
- 의상: 샌디 파월

## 수상
- 2010년 제23회 시카고 비평가 협회상 촬영상 후보 - 로버트 리처드슨[4]
- 2010년 제60회 베를린 국제 영화제 비경쟁 부문[5]
- 2011년 제64회 로카르노 영화제 라이몬도 레초니코상 수상 - 마이크 메더보이[6][7]
- 2011년 제37회 새턴상 감독상, 남우 조연상, 남우 주연상, 미술상, 공포·스릴러 영화 부문 작품상 후보[8][9]

## 시청 등급
- 대한민국: 15세 이상 관람가
- 미국: R

## 우리말 녹음
EBS 제작진 (2023년 1월 13일)
- 프로듀서 - 권혁미
- 번역 - 박선영
- 감수 - 김동수
- CG - 조운경
- 편집 - 김정수
- 우리말 연출 - 강민화
- 기획 - EBS
- 우리말 제작 - 벼리기획